# شهرستان سامرست (مین)
شهرستان سامرست واقع در ایالت مین است. جمعیت این شهرستان بر اساس سرشماری سال ۲۰۱۰ ایالات متحده آمریکا، ۵۲۲۲۸ نفر بوده‌است. مرکز سامرست شهر اسکوهگان است. این شهرستان در تاریخ ۱ مارس ۱۸۰۹ پایه‌گذاری شده‌است. نام شهرستان سامرست برگرفته از نام شهرستان سامرست در انگلستان است.